# Holden Yungert
Holden Yungert (Estados Unidos, 17 de julio de 1993) es un jugador profesional estadounidense de rugby que se desempeña en la posición de medio scrum en New England Free Jacks, equipo perteneciente a la liga Major League Rugby.

## Carrera
En 2019, Yungert se unió al equipo New Orleans Gold (2019-2021), después pasó a New England Free Jacks, con el cual disputa su quinta temporada en la Major League Rugby.